# 김태윤 (영화 감독)
김태윤(1972년 6월 25일 ~ )은 대한민국의 영화 감독이다.

## 영화
- 2006년  영화  《잔혹한 출근》 ... 감독
- 2012년  영화  《용의자X》 ... 각본
- 2013년  영화  《또 하나의 약속》 ... 감독 & 기획 & 각본
- 2016년  영화  《재심》 ... 감독 & 각본
- 2020년  영화  《미스터 주: 사라진 VIP》 ... 감독 & 각본

## 드라마
- 2022년 MBC 금토드라마  《내일》 ... 연출